# Ґальомін
Ґальомін (пол. Galomin) — село в Польщі, у гміні Бабошево Плонського повіту Мазовецького воєводства.
Населення — 162 особи (2011).
У 1975-1998 роках село належало до Цехановського воєводства.

## Демографія
Демографічна структура станом на 31 березня 2011 року:
|          | Загалом | Допрацездатний вік | Працездатний вік | Постпрацездатний вік |
| -------- | ------- | ------------------ | ---------------- | -------------------- |
| Чоловіки | 74      | 12                 | 53               | 9                    |
| Жінки    | 88      | 14                 | 48               | 26                   |
| Разом    | 162     | 26                 | 101              | 35                   |